# Raoul Auger
Pour les articles homonymes, voir Auger.
Raoul Auger, né à Paris le 26 mai 1904 et décédé le 9 février 1991, est un illustrateur et dessinateur français. Il a également travaillé sous le pseudonyme de J.-P. Ariel.

## Biographie
Raoul Auger a commencé ses activités professionnelles comme dessinateur industriel, mais il sentait bien que sa vocation était le dessin artistique. Il suit les cours de la Ville de Paris (Histoire de l'art, Anatomie artistique de Richter, Histoire du Costume ancien et moderne de Jacques Ruppert) et ceux de l’École Estienne du livre (plans artistiques et techniques pour les procédés de dessin et gravure sur bois et cuivre, lithographie et procédés d'imprimerie). Il a également étudié le modèle vivant, en dessin et peinture, à l'Académie de la Grande Chaumière.
Il pratique l'art publicitaire pendant une quinzaine d'années (affiches, brochures, dépliants, etc.). Il a notamment travaillé pour les marques Byrrh, Nestlé, Heudebert, Chenard et Walcker et Air France, ce qui lui vaut de devenir le directeur artistique d'une agence de publicité : ABC. Il est aussi directeur artistique de l'école de dessin ABC.
Des contrats d'exclusivité avec des éditeurs ont fait que certaines de ses illustrations ne pouvaient être signées de son nom. Elles sont donc publiées sous le pseudonyme de « J.-P. Ariel » (utilisé chez Hachette, collection Idéal-Bibliothèque), ou « Ariel ».
En 1943, il réalise une série d'affiches sur des héros français dont le capitaine Bournazel, le maréchal Lyautey, Murat[Lequel ?], les pilotes Guynemer et le commandant Dagnaux, etc.
À la fin de la guerre 1939-1945, il réalise des illustrations (affiches, foulards, etc.) pour la revue L'Armée Française au combat.
Tout en continuant la publicité, il se tourne de plus en plus vers l'illustration pour enfants, mais pas seulement. Il travaille ainsi pour les éditions Presses de la Cité, les éditions Henrys (Les Pièces Condamnées de Charles Baudelaire), les éditions G. P. (avec notamment : La Merveilleuse histoire de l'Armée Française et de nombreux livres de la collection Rouge et Or), Fleurus (Collection Jean-François), Armand Colin, Dargaud, Odège, Fabri, les Éditions Internationales, Hachette (collection Bibliothèque verte).
Pour ses illustrations des Fables de La Fontaine (Éditions G. P., collection Rouge et Or), il reçoit en décembre 1947 le Prix de l'Image Française, décerné par l'Académie de l'Imagerie Française.
L'occasion lui est aussi donnée de pratiquer la bande dessinée. Après des débuts dans les revues À tout cœur et Nous Deux, ses dessins figurent dans - entre autres - Le Journal de Tintin, à la fin des années 1940 et au début des années 1950..
En 1956, il est sollicité par l'ambassade de l'Iran, pour venir travailler en Iran pour l’état-major de l'Armée Iranienne qui avait apprécié ses illustrations pour La Merveilleuse Histoire de l'Armée Française, proposition qu'il déclinera.
Par ailleurs, il contribue au journal Pilote pour les « Pilotorama »», dont notamment - après plusieurs jours de repérages et un énorme travail - une étonnante vue "fantôme" de la station de métro "République" (dans Pilote no 65 du 19 janvier 1961).

Dessin de Raoul Auger : le blason pour la commune de Beauchamp (Val-d'Oise)

Toutes ces œuvres d'illustration l'amènent à rencontrer les auteurs dont il est l'illustrateur, par exemple Pierre Clostermann, le commandant Jacques-Yves Cousteau, Albert Mahuzier, le commandant Le Prieur ou Pierre Nord.
Par ailleurs, il a collaboré avec les villes de Beauchamp, où il s'était établi en 1946, et de Jouy-le-Moutier, dans le Val-d'Oise, dont il a conçu et réalisé les blasons respectifs.
Il épouse en 1944 une musicienne qui lui donne deux fils.
Peintre aussi à ses heures, pour le plaisir, il a laissé quelques tableaux, qui ne sont pas sortis du cercle familial.

## Romans pour la jeunesse

### Romans hors-séries
- 1947 : Fables de La Fontaine, Jean de La Fontaine — Éditions G. P., collection Rouge et Or no 4.
- 1948 : Les Contes de Perrault, Charles Perrault — Éd. G. P., coll. Rouge et Or no 7.
- 1952 : Leclerc et ses hommes, Pierre Nord — Éd. G. P., coll. Rouge et Or no 55.
- 1953 : Le Survivant du Pacifique, Georges Blond — Éd. G. P., coll. Rouge et Or no 66.
- 1953 : Le Mousse de la "Niña", Louis Delluc — Ed. Bourrelier, coll. Primevère.
- 1953 : Le ciel infranchissable, Thomson Burtis, — Ed. Fleurus et Gautier-Languereau, coll. Jean-François.
- 1954 : Princesses de l'air, Paluel-Marmont — Ed. G. P., coll. Rouge et Or no 71.
- 1954 : Béla, fille de la jungle, James Shaw — Ed. G. P., coll. Rouge et Or no 73
- 1955 : Pages de gloire, Georges Blond — Ed. G. P., coll. Rouge et Or no 80.
- 1955 : En kayak du Gabon au Mozambique, Patry Maurice — Ed. G. P., coll. Rouge et Or no 86.
- 1955 : L'histoire merveilleuse d'Albert Schweitzer, Titt Fasmer Dahl— Ed. G. P., coll. Rouge et Or no 93.
- 1956 : Conquérants des sables, Paluel-Marmont — Éd. G. P., coll. Rouge et Or no 98.
- 1956 : La Merveilleuse Aventure de Jeanne d'Arc, Paluel-Marmont — Hachette, coll. Idéal-Bibliothèque no 109.
- 1956 : La Caverne de l'île au trésor, Kylie Tennant — Hachette, coll. Idéal-Bibliothèque no 117.
- 1956 : Tam-tam de Kotokro, René Guillot — Éd. G. P., coll. Rouge et Or no 105.
- 1957 : Vingt mille lieues sous les mers d'après le roman de Jules Verne et le film de Walt Disney — Adaptation de Jean Bolo.
- 1957 : Les Premiers Exploits de Fanfan la Tulipe, Jean Muray, roman, coll. Collection des grands romanciers, Hachette. Réédition : 1957, collection Idéal-Bibliothèque no 126.
- 1957 : Grisella le petit âne, Maria Denneborg — Hachette, coll. Idéal-Bibliothèque no 131.
- 1957 : La Route des éléphants, René Guillot — Éd. G. P., coll. Rouge et Or no 117.
- 1958 : Grichka et son ours, René Guillot — Hachette, coll. Idéal-Bibliothèque no 151.
- 1958 : La Princesse sans nom, Paul-Jacques Bonzon — Hachette, coll. Idéal-Bibliothèque no 152.
- 1959 : Anne et le roi des chats, René Guillot — Hachette, coll. Idéal-Bibliothèque no 170.
- 1959 : Charles de Foucauld, explorateur mystique, Fr. R. Voillaume et Michel Carrouges — Éd. G.P., coll : collection Super no 34.
- 1959 : Les Mahuzier en Afrique, Philippe Mahuzier — Éditions G.P., coll. Bibliothèque rouge et or. Série Souveraine no 146.
- 1960 : Traqué dans la brousse, René Guillot — Éd. G. P., coll. Spirale no 27.
- 1960 : Grichka et les loups, René Guillot — Hachette, coll. Idéal-Bibliothèque no 183.
- 1960 : Trois Filles et un secret, René Guillot — Hachette, coll. Idéal-Bibliothèque no 192.
- 1960 : Le Trésor des îles Galapagos, André Armandy — Hachette, coll. Idéal-Bibliothèque no 193.
- 1960 : Villervalle dans les mers du sud, Bengt Danielsson — Éditions G. P., coll. Bibliothèque rouge et or. Série Souveraine no 154.
- 1961 : Notre-Dame de Pontmain, Chanoine Foisnet — Éd. Fleurus, coll. : Belles histoires et belles vies no 50. (réédition le 14 mai 1995,  (ISBN 9782215041399))
- 1961 : Saint-Exupéry prince des pilotes, Michel Manoll — Éd. G. P., coll. Spirale no 33.
- 1961 : Le Voyage d'Edgar, Édouard Peisson — Éd. G. P., coll. Spirale no 43.
- 1961 : Marco Polo à travers l'Asie inconnue, Jean Riverain — Éd. G. P., coll. Spirale no 48, Gallica.
- 1961 : Kidnappé, Robert Louis Stevenson — Éd. G. P., coll. Spirale no 54.
- 1961 : Marjolaine et le Troubadour, René Guillot — Hachette, coll. Idéal-Bibliothèque no 202.
- 1961 : Une affaire atomique, André Massepain — Éd. G. P., coll. Bibliothèque rouge et or. Série Souveraine no 162.
- 1962 : La Marque de Grichka, René Guillot — Hachette, coll. Idéal-Bibliothèque no 223.
- 1962 : Les Mahuzier en Australie, Philippe Mahuzier — Éd. G. P., coll. Bibliothèque rouge et or. Série Souveraine no 178.
- 1962 : Au vent des Caraïbes, Jim Cobbler — Éditions G. P., coll. Bibliothèque rouge et or. Série Souveraine no 185.
- 1962 : Le Fils de l'Empereur, André Castelot — Éditions G. P., coll. Bibliothèque rouge et or. Série Souveraine no 187.
- 1963 : Chasses tragiques, avec Albert Mahuzier — Éd. G. P., coll. Jeunesse-Pocket no 25.
- 1963 : Fonabio et le lion, René Guillot — Hachette, coll. Idéal-Bibliothèque n°239.
- 1963 : Prisonnière dans la tour, Monique Peyrouton de Ladebat — Éd. Société nouvelle des éditions G. P., coll. Spirale no 80, 188 p., Gallica
- 1964 : Goli ou le chant du soir, Eve Dessare — Éditions G. P., coll. Bibliothèque rouge et or. Série Souveraine no 203.
- 1964 : Les Mahuzier au Canada, Philippe Mahuzier — Éditions G. P., coll. Bibliothèque rouge et or. Série Souveraine no 205.
- 1964 : Le Prince impérial, Alain Decaux — Éditions G. P., coll. Bibliothèque rouge et or. Série Souveraine no 211.
- 1964 : Grichka et les Turbans Jaunes, René Guillot — Hachette, coll. Idéal-Bibliothèque no 267.
- 1965 : Arthur et l'enchanteur Merlin, Suzanne Pairault — Hachette, coll. Idéal-Bibliothèque no 278.
- 1965 : La Fée des îles, Eve Dessare — Éd. G. P., coll. Bibliothèque rouge et or. Série Souveraine no 219.
- 1965 : Chasseur d'ivoire, Colin Day — Éd. G. P., coll. Spirale no 68.
- 1966 : Les Mahuzier chez les Indiens Guaraos, Albert et Philippe Mahuzier — Éd. G.P., coll. : Bibliothèque rouge et or. Souveraine no 230.
- 1966 : Jean-Baptiste, le prophète du désert, Jean Pihan — Éd. Fleurus, coll. : Belles histoires, belles vies no 78. (réédité en 1998,  (ISBN 2-215-04249-4) (BNF 36969274))
- 1966 : Hélène Boucher, pilote de France, René Chambre — Hachette, coll. Idéal-Bibliothèque no 310.
- 1967 : Le Scarabée d'or et autres histoires extraordinaires, Edgar Allan Poe — ODEJ, collection : Livre club J no 18.
- 1969 : Nos champions : Colette Besson, Roger Bambuck, Marie-José Kersaudy, Éric Tabarly, Raymond Poulidor, Jean Rédélé, Walter Spanghero, Louis Baudouin.
- 1970 : Le Printemps viendra deux fois - Hachette, coll. Bibliothèque verte no 408 : 1re édition Hachette de 1970 en photo, avec Claude Cénac (1970).
- 1990 : Mère Saint-Ignace : Claudine Thévenet et les religieuses de Jésus-Marie, Agnès Richomme — Éditeur : Fleurus, coll. Belles histoires, belles vies no 63.  (ISBN 2-215-01601-9) (BNF 35348099)
- 1990 : Mère Alphonse-Marie : fondatrice des Sœurs du Très-Saint-Sauveur, dites "de Niederbronn", Agnès Richomme — Éd. Fleurus, coll. Belles histoires, belles vies no 63.  (ISBN 2-215-01577-2)
- 1996 : Geneviève, protectrice de Paris, Geneviève Flusin — Éd. Fleurus, coll. : Belles histoires, belles vies.  (ISBN 978-2215041962)

### SérieL'Étalon noir
Série de romans pour la jeunesse écrits par Walter Farley publiée en France aux Éditions Hachette dans la collection Bibliothèque verte). Traduction de Jean Muray.
- 1974 : Une cavalière pour l'étalon noir.
- 1975 : Sur les traces de l'étalon noir.
- 1975 : Un rival pour l'étalon noir.
- 1980 : Le Fils de l'étalon noir.
- 1985 : Le Ranch de l'étalon noir.
- 1987 : La Révolte de l'étalon noir.

### Militaria
- 1947 : La Merveilleuse Histoire de l'armée française, sous deux formes : une édition limitée (150 exemplaires numérotés, couverture grenat, 1947) et une série normale (couverture vert foncé, 1947, puis 1950).
- 1952 : Leclerc et ses hommes, de Pierre Nord, Éditions G. P., coll. Rouge et Or no 55.
- 1954 : Pages de gloire, de Pierre Nord, Éditions G. P., coll. Rouge et Or no 80.

## Prix et distinctions
- Prix de l'Image Française en 1947 pour les illustrations des Fables de La Fontaine (Éditions G. P., 1949, collection Rouge et Or no 4).